# Mühlburg (cetate)

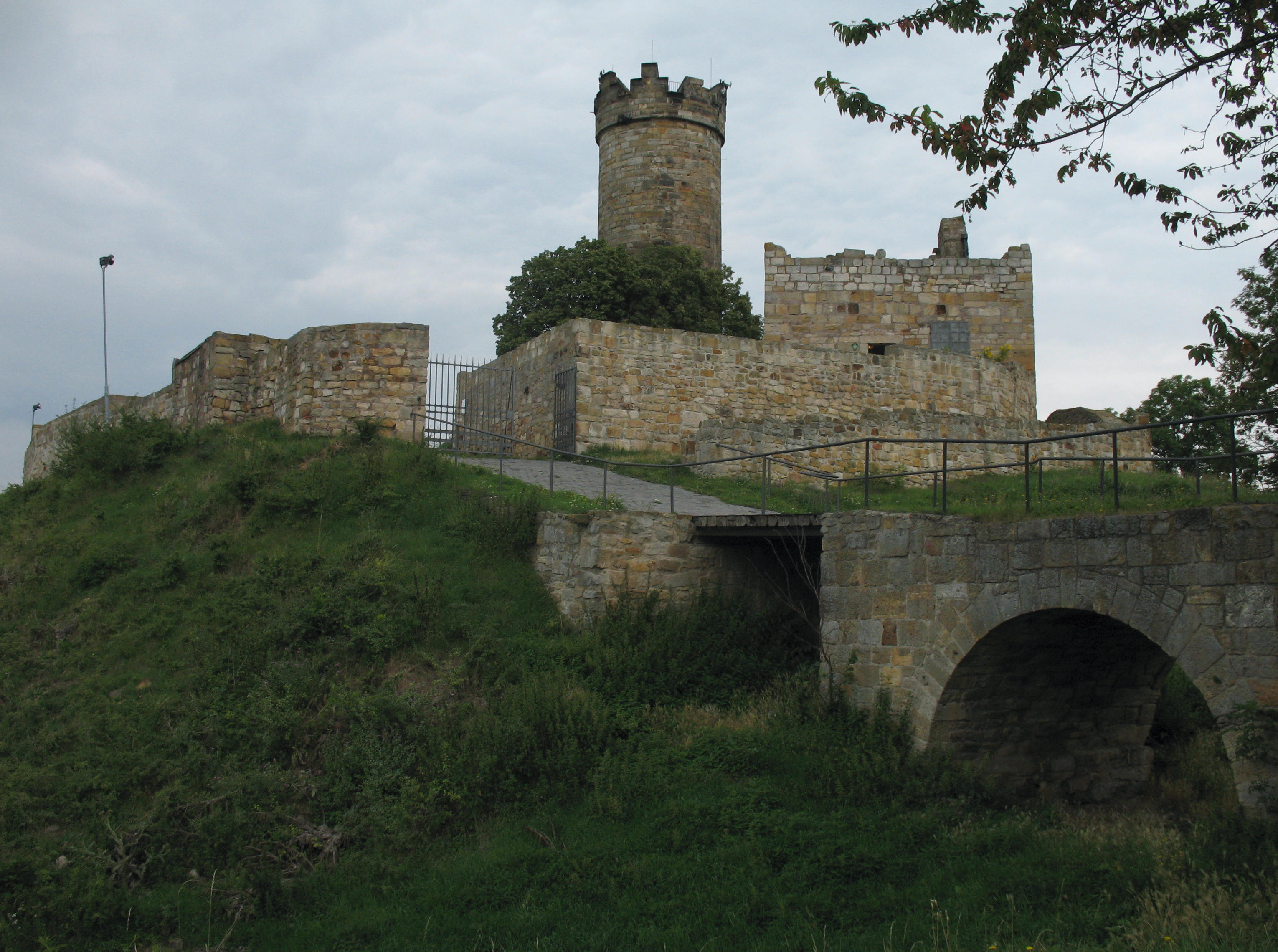
Mühlburg

Mühlburg, sau Mühlberg, Wanderslebener Gleiche  se află pe o înălțime deasupra satului Mühlberg ea este cea mai veche cetate din grupul Drei Gleichen fiind în același timp una dintre cele mai vechi construcții din Turingia. 

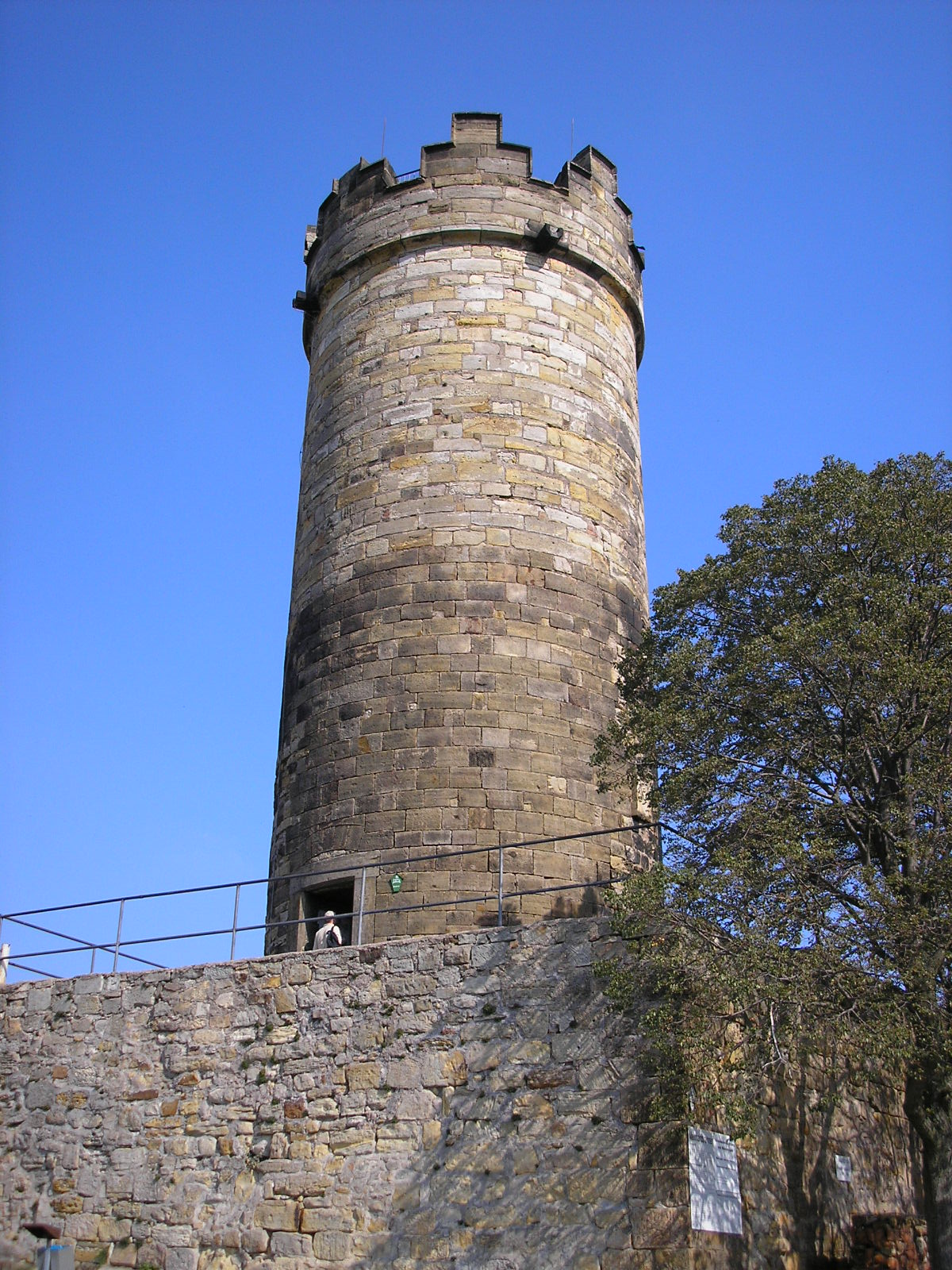
Turn de apărare

## Istoric
Un document istoric din anul 704 amintește cetatea Castello Mulenberge  care este dăruită de prințul de Turingia  Hedan II., împreună cu Mulenberge (Mühlberg), Arnestati (Arnstadt) și Monhora (Grömonra) misionarului   și episcpului  Willibrord von Utrecht. Cercetările n-au reușit să elucideze locul precis al castelului de odinioară și care a fost cucerit în anul 531 de franci. 
În anul 1088 cetatea este asediată fără succes de împăratul  Heinrich IV.. 

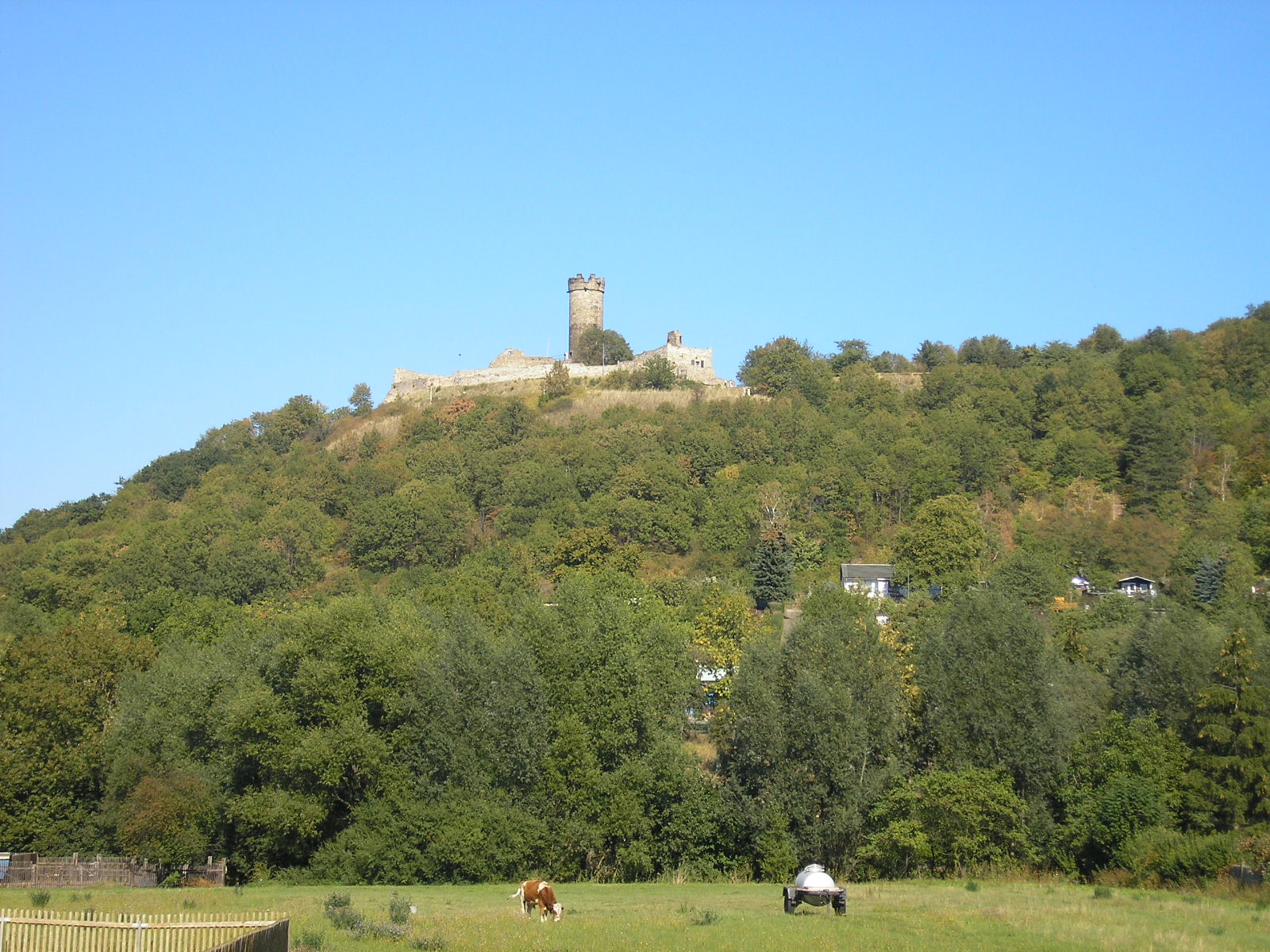
Mühlburg

În anul 1130 ea va ajunge să fie proprietatea episcopatului din Mainz, iar ulterior familiei nobiliare Meinhard, care în anul 1242 rămân fără urmași. În anul 1310 va fi asediat fără succes de orașul Erfurt, fiind cumpărat de acesta în anul 1355, cetatea va fi întărită și devine un bastion vamal cu rol de apărare pe drumul cuprului. 
În anul 1987 în iunie are loc o procesiune religioasă în capela cetății cu ocazia împlinirii a 1400 de ani de la moartea lui Radegundis, unde are loc de atunci în fiecare dumnica o slujbă evanghelică. 
Începând din anul 1970 au loc lucrări de reataurare a ruinii, azi în cetate fiind un muzeu istoric. 

## Literatură
- de  Robert Huth: Die Mühlburg. Bekannt durch Gustav Freytags Roman: „Das Nest der Zaunkönige“. Geschichtliche Darstellung. Koenig, Erfurt 1932; Reprint Rockstuhl, Bad Langensalza 2006, ISBN 978-3-938997-44-4